# Konsultverksamhet
Konsultverksamhet innebär att tillfälligt bistå med specifik och eftertraktad arbetskraft. Det finns både branschspecfika och mer generella konsultföretag, som anlitas av andra företag vid behov. Anledningarna till att man anlitar utomstående konsulter i stället för att själv anställa kan vara flera:
- Personalbehovet på företaget kan variera med tiden, vilket leder till att det blir svårt att sysselsätta fast anställda kontinuerligt.
- Konsulterna kan inneha kompetens som inte finns inom företaget.
- Det kan finnas behov av att någon utomstående kommer in, till exempel på grund av att interna maktkamper har blockerat en beslutssituation.

Konsultverksamheter verkar på avtalsbasis och uppdrag sker i regel enligt en på förhand fastställd tidslängd eller projektomfattning. Det finns en skillnad mellan externa konsulttjänster som är en specifik typ av affärstjänst, och interna konsulttjänster där klienten de facto utgör arbetsgivare (har ett visst arbetsgivaransvar) även om arbetsformen är på kontrakterad basis och inte ett anställningskontrakt. Interna konsulttjänster tillhör, till skillnad från externa konsulttjänster, klientens arbetsgivarorganisation.